# أندي جونسون
أندي جونسون (بالإنجليزية: Andy Johnson)‏ (2 مايو 1974 برستل المملكة المتحدة - ) هو لاعب كرة قدم بريطاني يلعب كلاعب وسط.

## روابط خارجية
- أندي جونسون على موقع قاعدة بيانات كرة القدم.إي يو (الإنجليزية)
- أندي جونسون على موقع ناشيونال فوتبول تيمز (الإنجليزية)
- أندي جونسون على موقع Soccerbase.com (لاعب) (الإنجليزية)
- أندي جونسون على موقع عالم كرة القدم.نت (الإنجليزية)